# Parafia św. Wojciecha w Bytomiu
Parafia Świętego Wojciecha w Bytomiu – parafia metropolii katowickiej, diecezji gliwickiej, dekanatu bytomskiego. Parafia powstała w 1950.
Opiekę duszpasterską nad parafią sprawują franciszkanie z prowincji Wniebowzięcia Najświętszej Maryi Panny Zakonu Braci Mniejszych w Katowicach. Siedziba urzędu parafialnego znajduje się w kamienicy naprzeciw kościoła – Klasztor Franciszkanów w Bytomiu. Świątynią parafialną jest pobernardyński kościół św. Wojciecha w Bytomiu z XV wieku.
Na terenie parafii znajdują się gimnazjum i dwie szkoły średnie. Duszpasterze parafialni są kapelanami w dwóch ośrodkach opieki prowadzonych przez siostry zakonne na terenie Bytomia.

## Proboszczowie
Pierwszym proboszczem powstałej po II wojnie światowej parafii był ks. Zygmunt Staniszewski. Następnie duszpasterzami byli już zakonnicy franciszkańscy.
- ks. Zygmunt Staniszewski (1950–1954)
- o. Innocenty Glensk OFM (1954–1965)
- o. Benedykt Niemiec OFM (1965–1968)
- o. Bartłomiej Kuźnik OFM (1968–1998)
- o. Juwencjusz Knosala OFM (1998–2001)
- o. Radomir Buchcik OFM (2001–2007)
- o. Rafał Kogut OFM (2007–2013)
- o. Melchizedek Olejok OFM (2013–2022)
- o. Idzi Soroburski OFM (2022-2025)
- o. Remigiusz Langer OFM (od 2025)